# (2650) Elinor
(2650) Elinor ist ein Asteroid des Hauptgürtels, der am 14. März 1931 vom deutschen Astronomen Max Wolf in Heidelberg entdeckt wurde.
Der Asteroid wurde nach Elinor Gates, einer Assistentin am Minor Planet Center, benannt.